# Морская пехота Российской Федерации
Морска́я пехо́та — компонент
береговых войск ВМФ России, предназначенный для ведения боевых действий в морских десантах, а также для обороны военно-морских баз, важных участков побережья и береговых объектов.

## История

### Создание современной морской пехоты

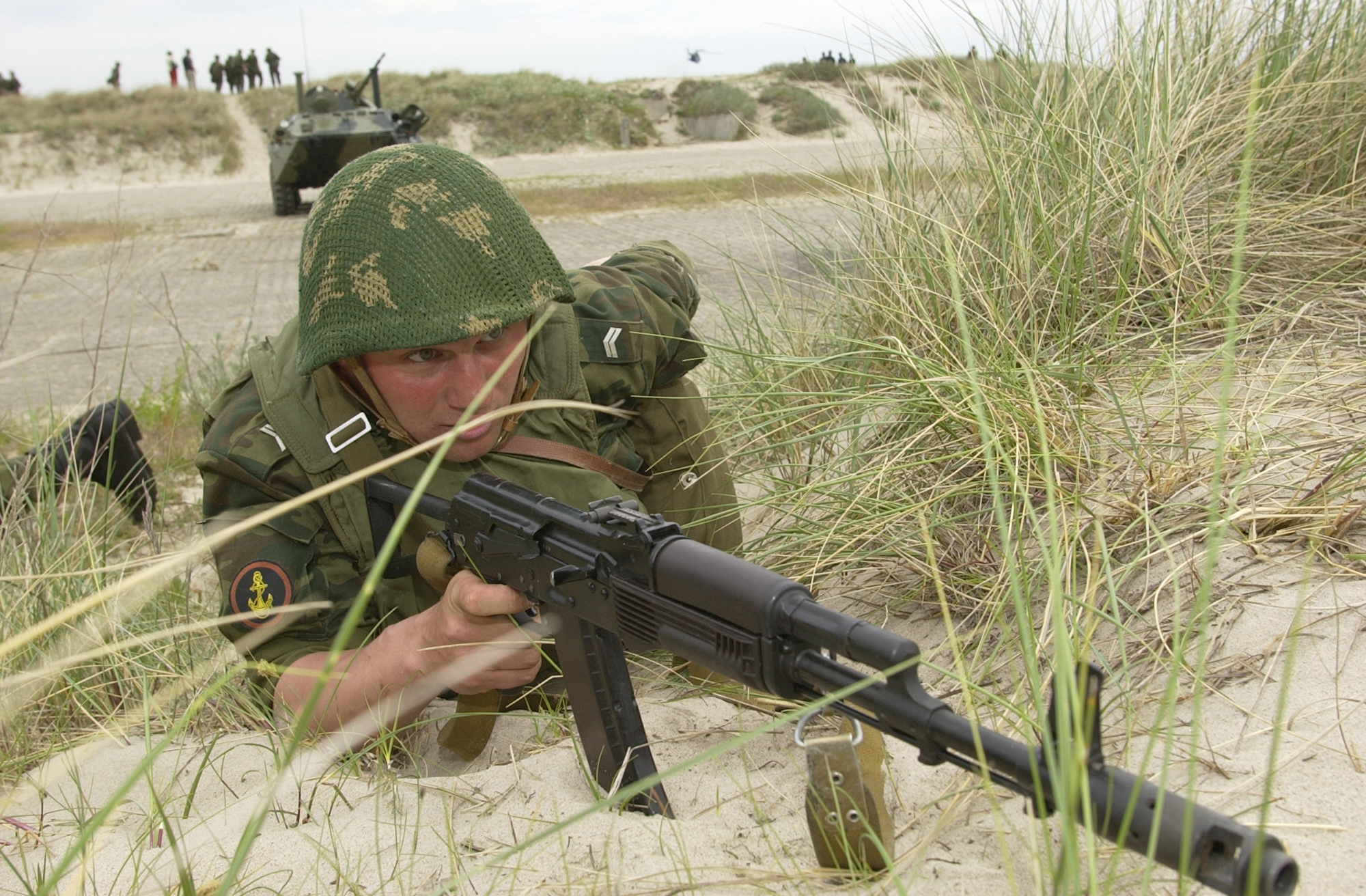
Младший сержант морской пехоты России обеспечивает прикрытие для своих коллег из Дании, Литвы, Польши и Соединённых Штатов во время международных учений «Балтопс-2003».

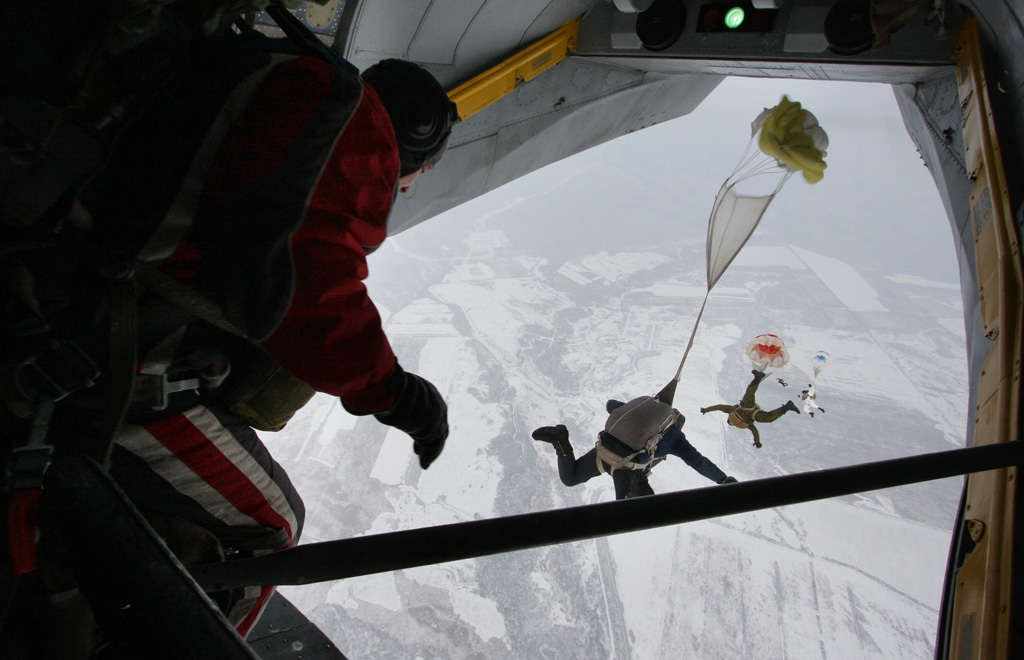
Парашютная подготовка морской пехоты Тихоокеанского флота. 2009.

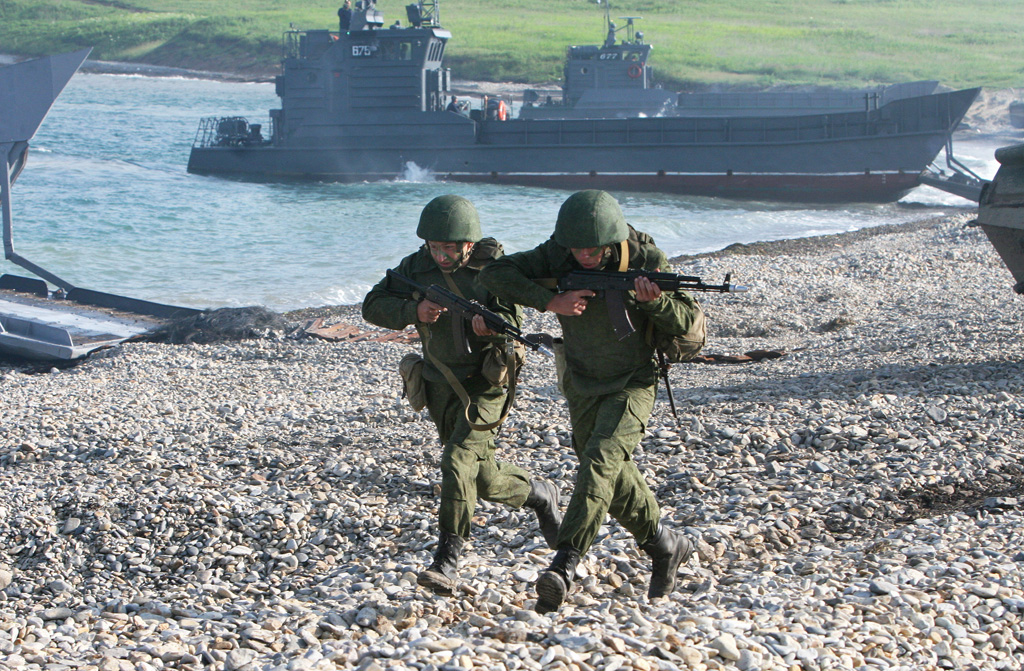
Высадка морского десанта Тихоокеанского флота на мысе Клерка в рамках оперативно-стратегических учений «Восток-2010». Владивосток.

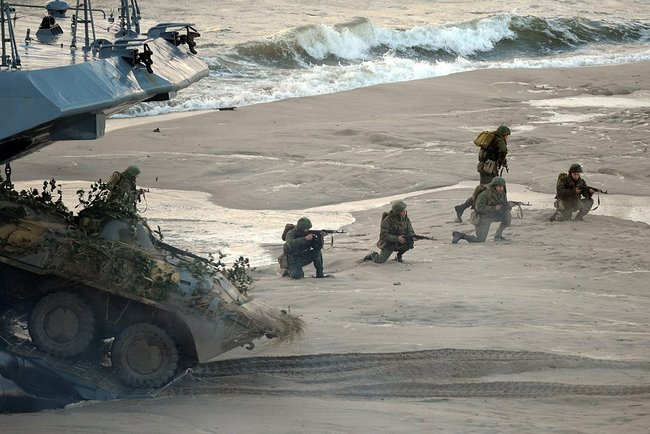
Высадка морской пехоты в ходе завершающей стадии Российско-Белорусских стратегических учений «Запад-2013».

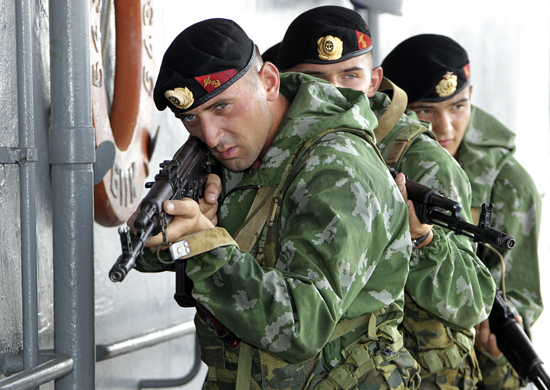
Морские пехотинцы отрабатывают антипиратские задачи по охране кораблей конвоя в районе Аденского залива и Африканского Рога.

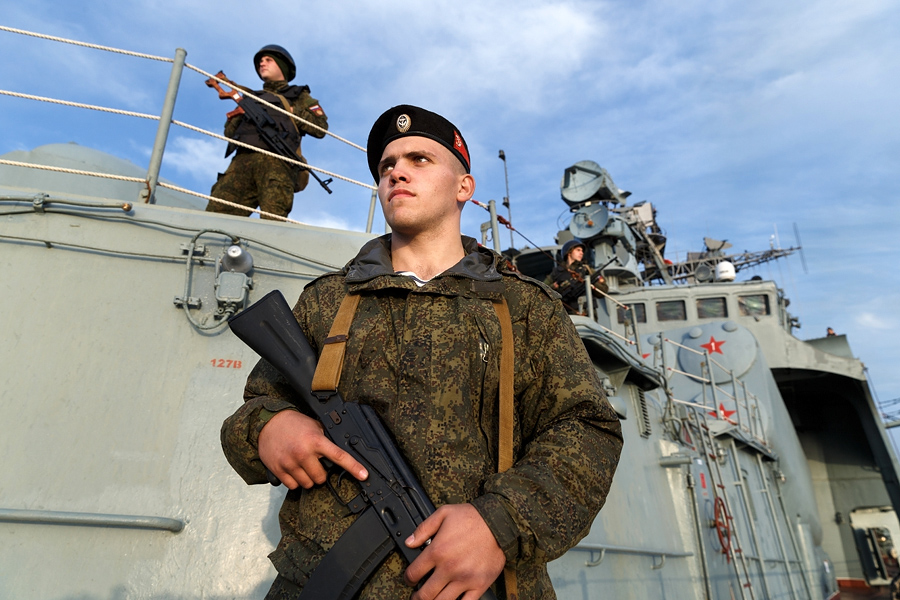
Морские пехотинцы обеспечивают охрану кораблей Постоянной оперативной группировки ВМФ России в Средиземном море у берегов Сирии.

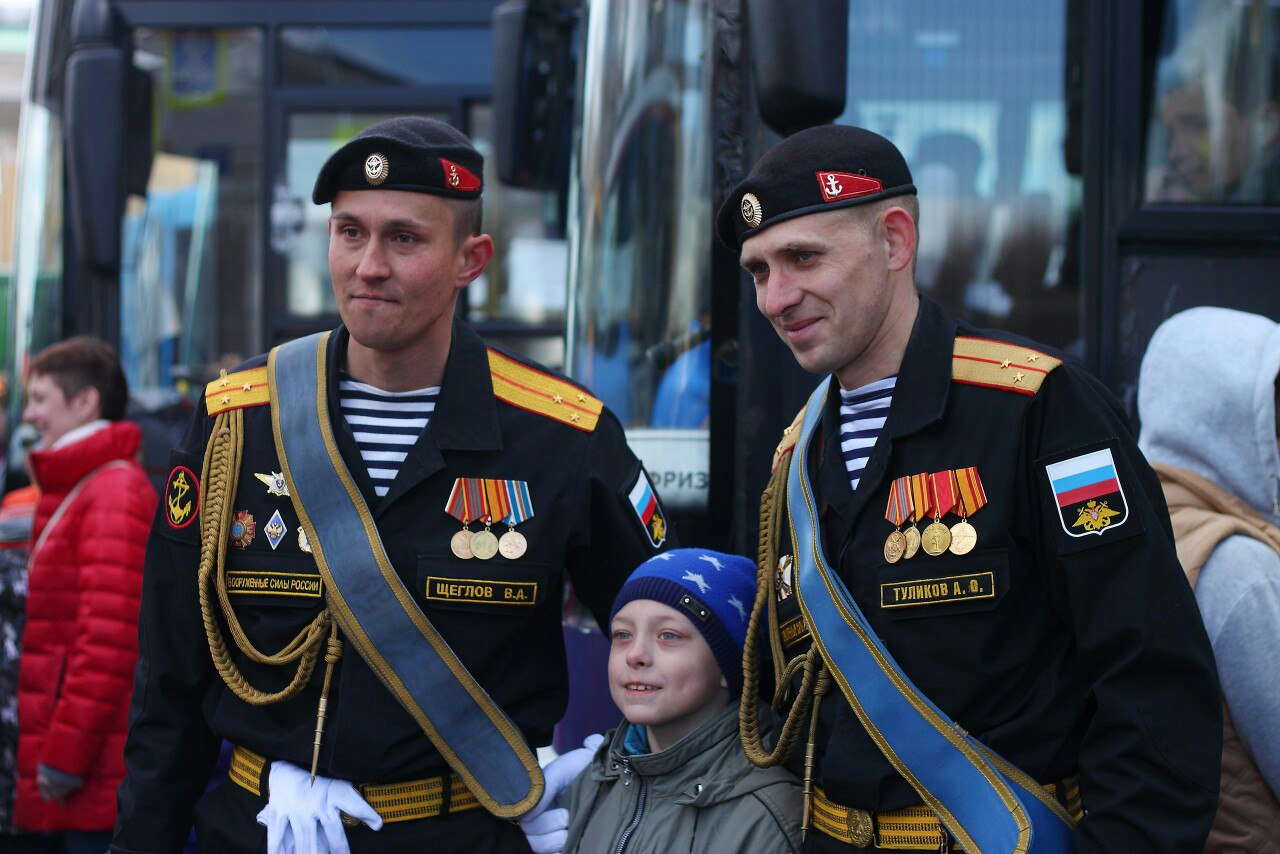
Офицеры морской пехоты из состава знамённой группы в парадной форме на праздновании Дня Победы в Санкт-Петербурге. 2017.

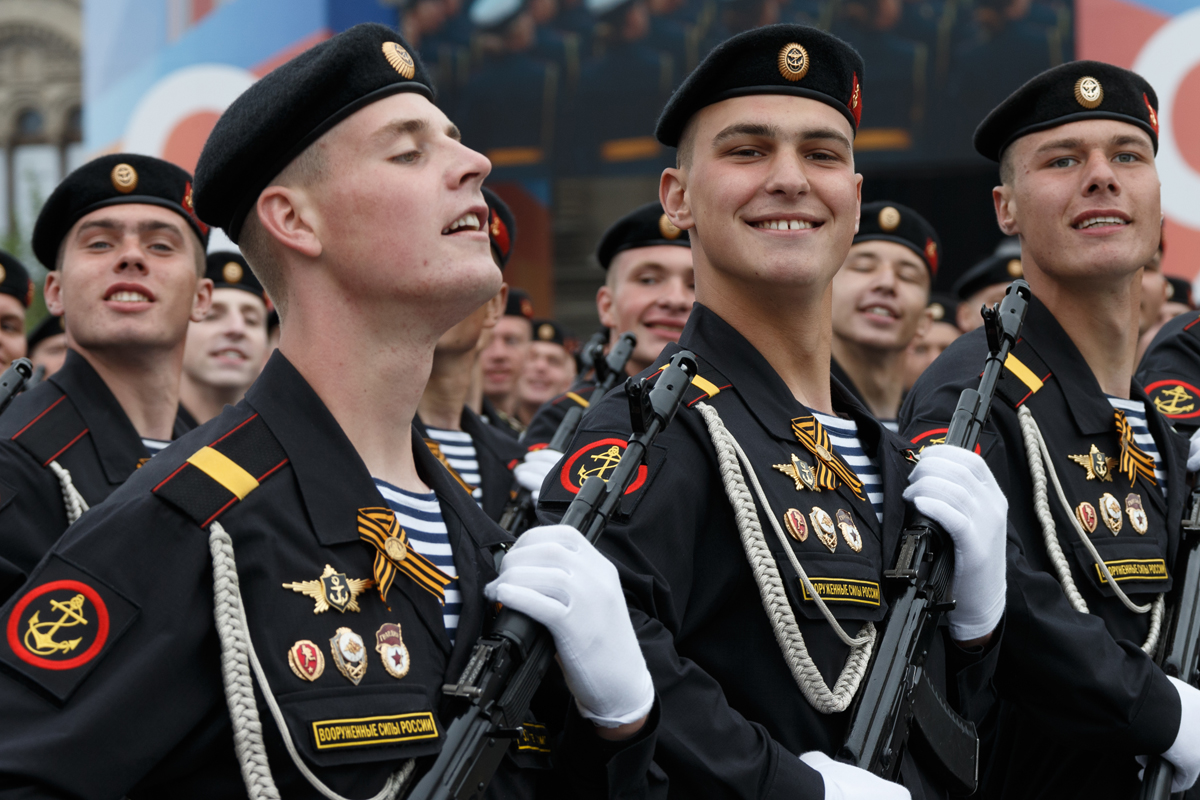
Морские пехотинцы на параде в честь 74-летия Победы в Великой Отечественной войне.

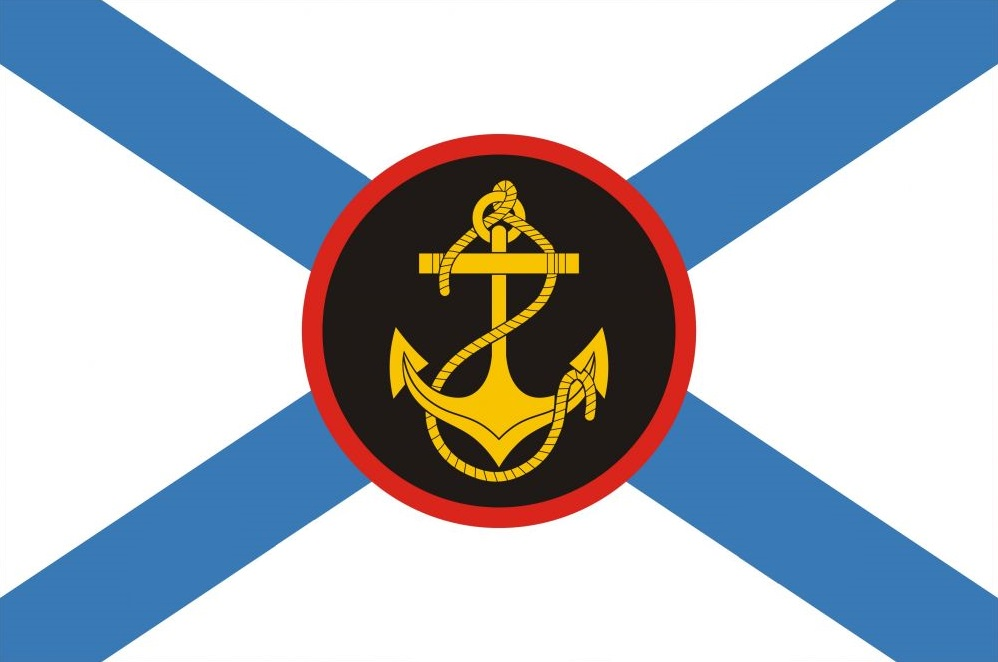
Флаг морской пехоты ВМФ России
(с 1992 по 2020 гг.)
Неофициально используется и в настоящее время.

14 февраля 1992 года состоялось первое заседание Совета министров обороны стран СНГ, по итогам которого Военно-морской флот СССР был переименован в Военно-морской флот ОВС СНГ. Фактически с момента образования ВМФ ОВС СНГ, Балтийский, Северный и Тихоокеанский флота полностью перешли под юрисдикцию Российской Федерации.
С переходом под юрисдикцию 14 февраля 1992 года Российской Федерации флотов бывшего ВМФ СССР (за исключением КЧФ), в их состав также вошли все воинские части и соединения морской пехоты бывшего ВМФ СССР. Исключение составила только 126-я дивизия береговой обороны, переданная в 1989 году на усиление береговых войск Черноморского флота, которая, по мнению историков, также считается соединением морской пехоты.
Официально Военно-морской флот Российской Федерации создан указом президента Российской Федерации Бориса Ельцина от 7 мая 1992 года № 466 «О создании Вооружённых сил Российской Федерации».
Раздел Черноморского флота между Украиной и Российской Федерацией начался 3 августа 1992 года выводом флота из состава ВМФ ОВС СНГ и окончательно завершился 28 мая 1997 года.
Несмотря на то, что в морской пехоте Российской Федерации присваиваются общевойсковые воинские звания, первыми воинскими званиями являются корабельные воинские звания — матрос, старший матрос. Эта традиция берет начало в морской пехоте ВМФ СССР. Парадная форма офицеров морской пехоты допускает ношение кортика.

### День морской пехоты
В связи с тем, что в ВМФ СССР не было официальной даты образования морской пехоты, а также в целях сохранения исторических традиций, приказом № 433 от 19 ноября 1995 года Главнокомандующего ВМФ адмирала флота Громова Ф. Н. Днём морской пехоты Российской Федерации было объявлено 27 ноября (16 — по старому стилю) 1705 года.
Дата была выбрана в честь дня публикации указа Петра Первого, по которому был сформирован первый морской полк (полк морских солдат).
27 ноября 2024 года дата официально утверждена указом Владимир Путина..

### Численность
Оценка численности морской пехоты России на момент образования представляется сложной, поскольку не имеется достоверных данных о численности морской пехоты ВМФ СССР на момент распада СССР в 1991 году, которая практически в полном составе перешла под юрисдикцию ВС РФ.
В зарубежных и в российских источниках приводятся цифры, существенно отличающиеся друг от друга. Связано это в первую очередь с разным подходом в вопросе о том, какие именно формирования следует относить к морской пехоте.
Согласно оценке Международного института стратегических исследований в Лондоне, численность советской морской пехоты достигала 17 000 человек.
По мнению российских историков, на указанный исторический период в общую численность непосредственно самих соединений морской пехоты, представленных 55-й дивизией морской пехоты в составе Тихоокеанского флота и по одной бригаде морской пехоты в составе Черноморского флота, Северного флота и Балтийского флота, следует включить 4 резервные дивизии морской пехоты (рдмп — в источнике).
Данные 4 дивизии были переданы в период 1989—1990 годов из состава Сухопутных войск в состав ВМФ СССР для усиления морской пехоты. Первоначально это были мотострелковые дивизии неполного состава от военных округов, имевших выход к морскому побережью, которые при передаче были переименованы в дивизии береговой обороны. В общей численности в ВМФ СССР в составе данных дивизий было передано 16 000 человек личного состава. Также, по мнению российских историков, в состав морской пехоты следует включить подразделения специальной разведки ВМФ, подчинённые командованию флотов.
В связи с указанным усилением, оценка общей численности советской морской пехоты на 1991 год в различных российских источниках колеблется от 26 000 до 32 000 человек.
Ввиду тяжёлого экономического положения в России, в 90-х годах наблюдалась общая тенденция по сокращению численности вооружённых сил. В морской пехоте в этот период были расформированы множество воинских частей и кадрированы все соединения.
На 2016 год в составе морской пехоты ВМФ РФ, согласно зарубежным источникам, числилось 35 000 человек.
Согласно открытым российским источникам (не подтверждаемым официальными лицами), численность морской пехоты на конец 2016 года составляла около 12 500 человек.
21 декабря 2022 года, на Коллегии Министерства обороны, министр обороны Сергей Шойгу заявил, что существующие бригады Морской пехоты (810-я гв. обрмп, 336-я гв. обрмп, 61-я обрмп, 40-я обрмп, 155-я гв. обрмп) будут развёрнуты в дивизии.
На 1 сентября 2022 года как минимум 337 морпехов было убито в ходе российского вторжения в Украину.
27 марта 2025 года Президент России Владимир Путин сообщил о планах по переформированию бригад морской пехоты в дивизии в 2025—2027 годах.

## Состав морской пехоты
Организационно морская пехота ВМФ РФ представлена соединениями в составе флотов:

### Балтийский флот
- 336-я отдельная гвардейская Белостокская орденов Жукова, Суворова и Александра Невского бригада морской пехоты — г. Балтийск

### Черноморский флот
- 810-я отдельная гвардейская орденов Ушакова и Жукова бригада морской пехоты имени 60-летия образования СССР — г. Севастополь

- 382-й отдельный батальон морской пехоты — г. Темрюк (входит в состав 810-й бригады)

### Северный флот
- 61-я отдельная гвардейская Киркинесская Краснознамённая бригада морской пехоты — н.п. Спутник Мурманской области

### Тихоокеанский флот
- 155-я отдельная гвардейская бригада морской пехоты — г. Владивосток
- 40-я отдельная гвардейская Краснодарско-Харбинская дважды Краснознамённая бригада морской пехоты — Петропавловск-Камчатский[13]

### Каспийская флотилия
- 177-й отдельный гвардейский полк морской пехоты (г. Каспийск, Республика Дагестан)

### Учебные заведения
Подготовка офицерских кадров для морской пехоты осуществляется в следующих военно-учебных заведениях по следующим специальностям:
- Дальневосточное высшее общевойсковое командное училище (г. Благовещенск)[14] — командир взвода морской пехоты[15];
- Рязанское высшее воздушно-десантное командное училище (г. Рязань)[16] — командир взвода морской пехоты[17];
- Михайловская военная артиллерийская академия (г. Санкт-Петербург)[18]:
  - командир взвода управления артиллерийской батареи;
  - командир артиллерийского взвода;
  - командир взвода противотанковых управляемых ракет;
  - командир противотанкового взвода.
- Объединённый учебный центр ВМФ России (филиалы в Санкт-Петербурге, Севастополе, Северодвинске и Владивостоке)[19].

Ранее подготовку офицеров морской пехоты ВМФ России осуществляли:
- Дальневосточное высшее общевойсковое командное училище (г. Благовещенск)
- Благовещенское высшее танковое командное училище (до 1999)
- Санкт-Петербургское высшее общевойсковое командное училище (до 1999)
- Коломенское высшее артиллерийское командное училище

## Знаки различия

### По принадлежности к ВМФ

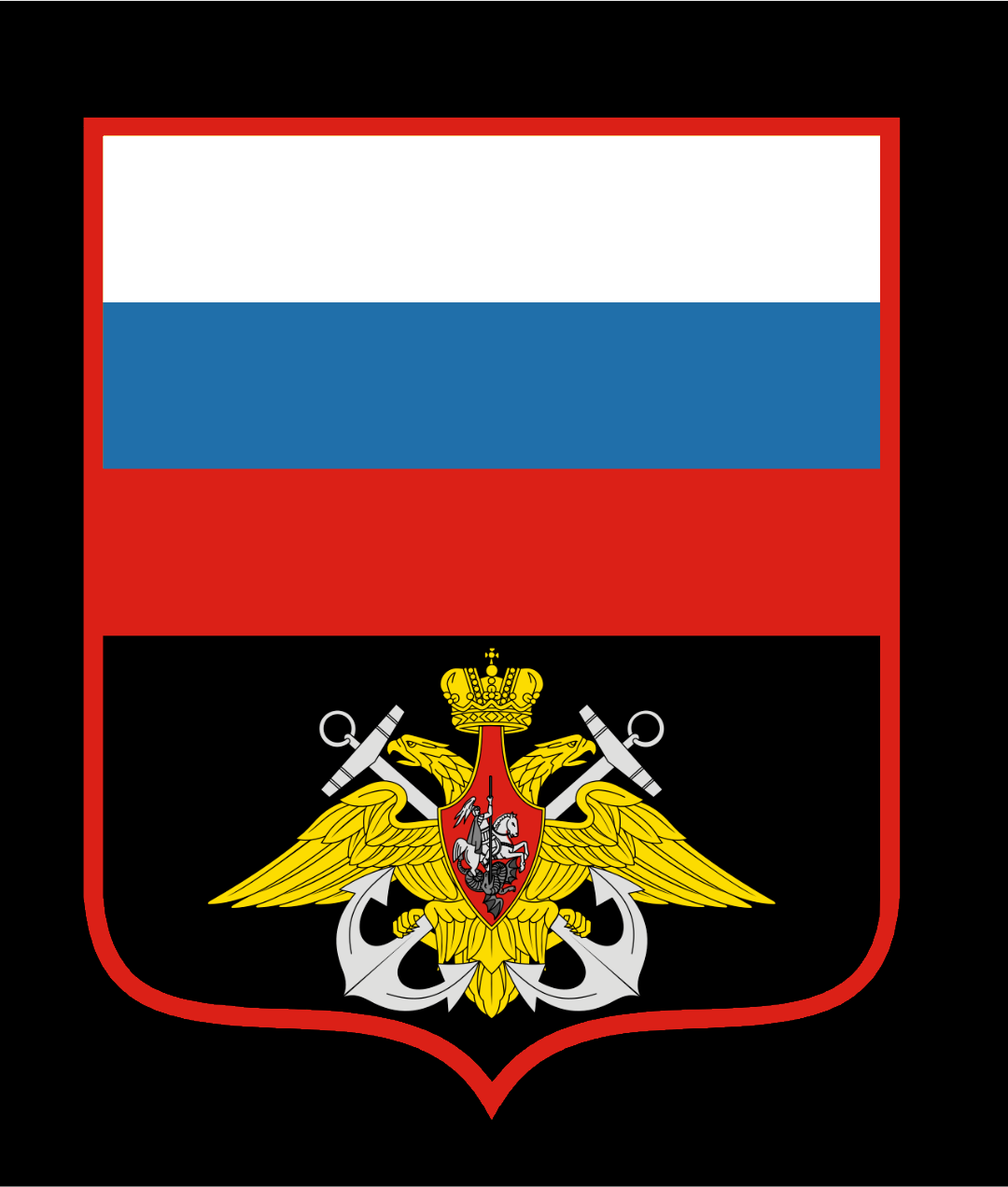
(*) на левый рукав.

### По принадлежности к морской пехоте

на правый рукав введен Приказом Министра обороны России от 28 июля 1994 г. № 210 п. 117. Нарукавный знак — в виде якоря золотистого цвета, обрамленного кольцом красного цвета, на поле чёрного цвета. Отменен Приказом Министра обороны России от 28 марта 1997 г. № 210.

### По принадлежности к соединению

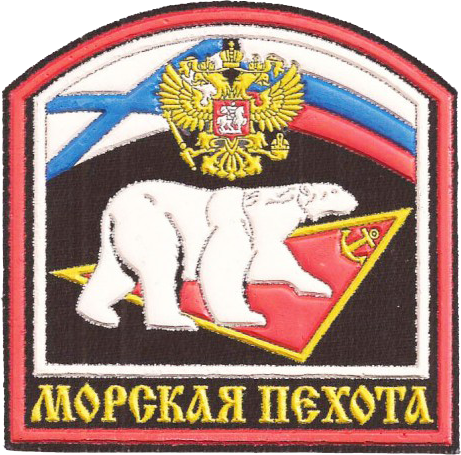
61-я отдельная Киркенесская бригада морской пехоты.
810-я отдельная бригада морской пехоты.
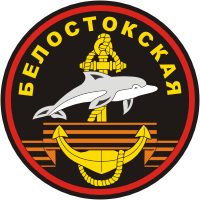
336-я отдельная гвардейская Белостокская бригада морской пехоты.
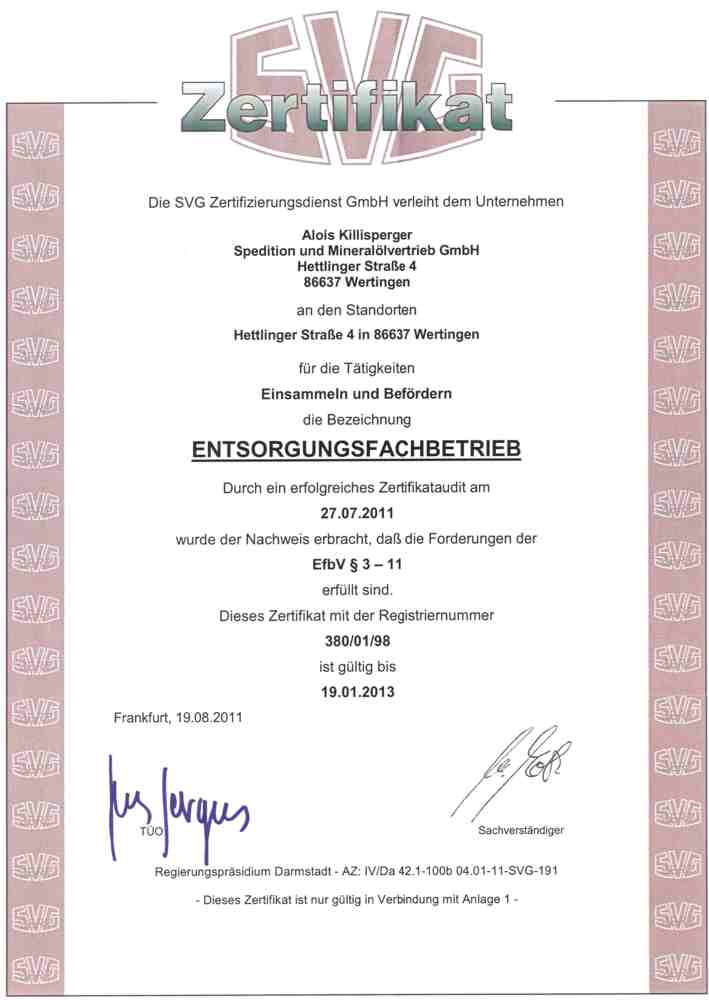
1-й центральный флотский экипаж, батальон сопровождения воинских грузов.

## Воинские звания военнослужащих морской пехоты
Воинские звания военнослужащих — войсковые (не корабельные), за исключением рядового состава:
- матрос, старший матрос
- младший сержант, сержант, старший сержант, старшина
- прапорщик, старший прапорщик
- младший лейтенант, лейтенант, старший лейтенант, капитан
- -майор, подполковник, полковник
- генерал-майор, генерал-лейтенант, генерал-полковник

| Призывной и контрактный состав морской пехоты ВМФ | Призывной и контрактный состав морской пехоты ВМФ | Призывной и контрактный состав морской пехоты ВМФ | Призывной и контрактный состав морской пехоты ВМФ | Призывной и контрактный состав морской пехоты ВМФ | Призывной и контрактный состав морской пехоты ВМФ | Призывной и контрактный состав морской пехоты ВМФ | Призывной и контрактный состав морской пехоты ВМФ | Призывной и контрактный состав морской пехоты ВМФ |
|                                                   | Матросы                                           | Матросы                                           | Сержанты и старшины                               | Сержанты и старшины                               | Сержанты и старшины                               | Сержанты и старшины                               | Прапорщики                                        | Прапорщики                                        |
| ------------------------------------------------- | ------------------------------------------------- | ------------------------------------------------- | ------------------------------------------------- | ------------------------------------------------- | ------------------------------------------------- | ------------------------------------------------- | ------------------------------------------------- | ------------------------------------------------- |
| Погоны к повседневной форме одежды                |                                                   |                                                   |                                                   |                                                   |                                                   |                                                   |                                                   |                                                   |
| Звание →                                          | Матрос                                            | Старший матрос                                    | Младший сержант                                   | Сержант                                           | Старший сержант                                   | Старшина                                          | Прапорщик                                         | Старший прапорщик                                 |
| Погоны к полевой форме одежды                     | \|                                                |                                                   |                                                   |                                                   |                                                   |                                                   | \|                                                |                                                   |

| Погоны к повседневной форме одежды |               |           |               |         |       |              |           |               |                   |                   |
| Звание →                           | Мл. лейтенант | Лейтенант | Ст. лейтенант | Капитан | Майор | Подполковник | Полковник | Генерал-майор | Генерал-лейтенант | Генерал-полковник |
| Погоны к полевой форме одежды      |               |           |               |         |       |              |           |               |                   |                   |

## Герои Российской Федерации
Список морских пехотинцев — Героев Российской Федерации
1. старшина Азарычев, Геннадий Алексеевич (1995)
2. гвардии подполковник Белявский, Владимир Анатольевич (2006)
3. гвардии полковник Бернгард, Алексей Борисович (2022)
4. лейтенант Боровиков, Владимир Валерьевич[20] (1995, посмертно)
5. капитан Вдовкин, Виктор Викторович (1995)
6. гвардии майор Гапоненко, Павел Николаевич[21] (1996, посмертно)
7. капитан Гущин, Андрей Юрьевич (1995)
8. гвардии подполковник Даркович, Александр Васильевич[22] (1995)
9. прапорщик Днепровский, Андрей Владимирович[23] (1995, посмертно)
10. матрос Дорохин, Владислав Александрович (2022, посмертно)
11. старший прапорщик Замышляк, Григорий Михайлович (1995)
12. мичман Захарчук, Андрей Николаевич (1995, посмертно)
13. капитан Иванов, Андрей Андреевич (2022, посмертно)
14. майор Карпушенко, Владимир Валерьевич[24] (2000)
15. подполковник Клименко, Дмитрий Николаевич (2000)
16. гвардии капитан Колесников, Евгений Николаевич[25] (1995, посмертно)
17. генерал-майор Кочешков, Евгений Николаевич (1995)
18. майор Кузьминчук, Сергей Вадимович (2022)
19. лейтенант Курягин, Юрий Герасимович[26] (2000, посмертно)
20. капитан Носов, Владимир Николаевич (2022, посмертно)
21. генерал-майор Отраковский, Александр Иванович (2000, посмертно)
22. гвардии капитан Полковников, Дмитрий Александрович[27] (1995)
23. сержант Таташвили, Владимир Владимирович[28] (2000, посмертно)
24. старший лейтенант Фирсов, Сергей Александрович[29] (1995, посмертно)
25. полковник Чернов, Александр Васильевич[30] (1996)
26. гвардии капитан Шейко, Сергей Сергеевич[31] (1995)
27. старший матрос Шипицин, Олег Александрович (2022, посмертно)
28. капитан Шуляк, Виктор Васильевич[32] (1995)

## Галерея

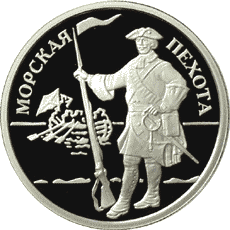
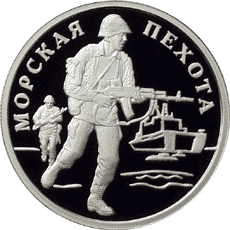
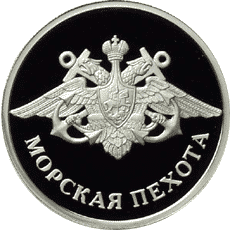

## Комментарий
1. ↑  • 3-я гвардейская Волновахская Краснознамённая, ордена Суворова дивизия береговой обороны (Балтийский флот, Клайпеда);
• 40-я орденов Ленина и Суворова дивизия береговой обороны имени Серго Орджоникидзе (Тихоокеанский флот, Владивосток);
• 77-я гвардейская Московско-Черниговская ордена Ленина, Краснознамённая, ордена Суворова дивизия береговой обороны (Северный флот, Архангельск);
• 126-я Горловская Краснознамённая, ордена Суворова дивизия береговой обороны (Черноморский флот, Симферополь).